# Simon Fowler

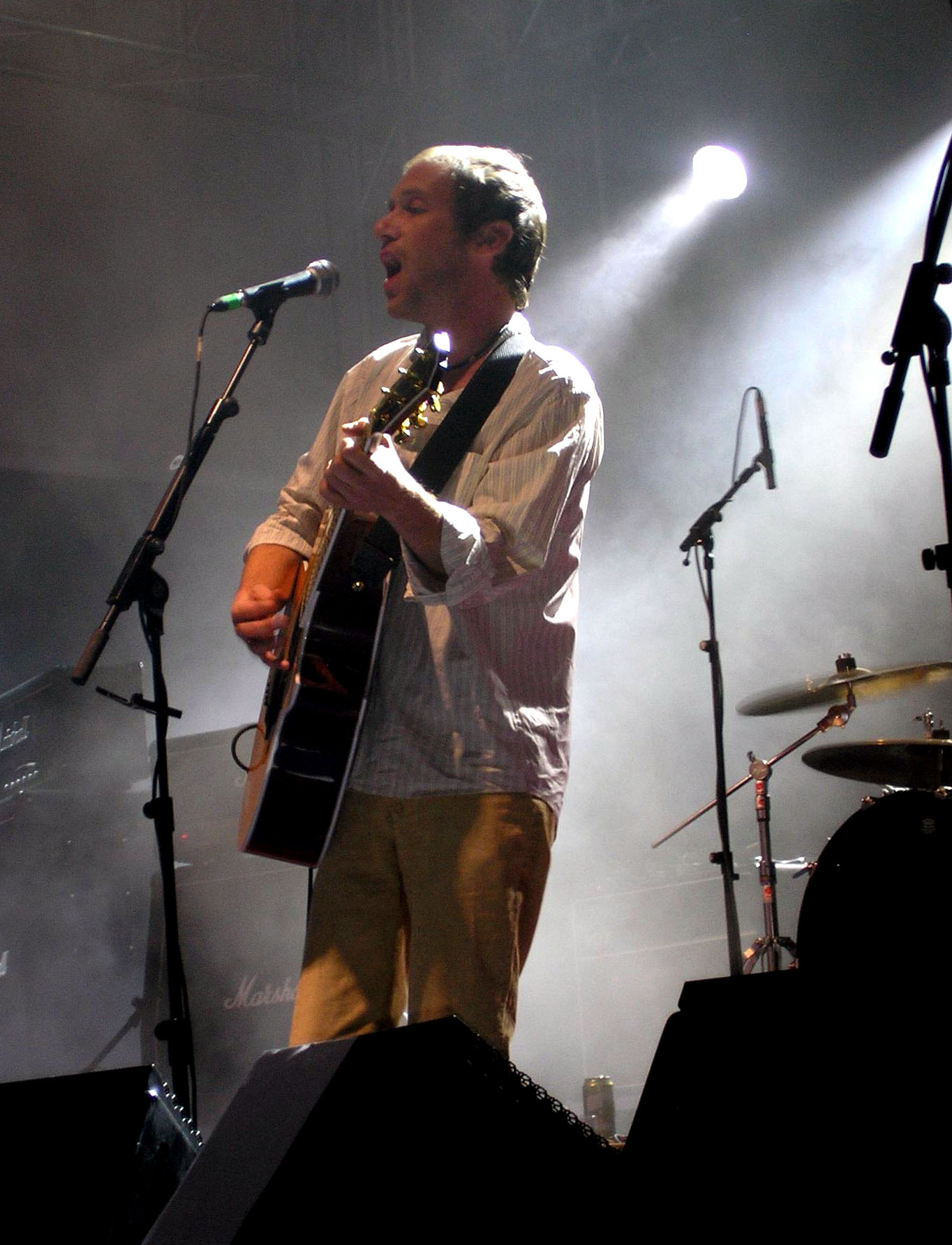
Fowler en concierto con OCS.

Simon Fowler (nacido el 25 de mayo de 1965 en Birmingham, Inglaterra) es el líder y vocalista de la banda de britpop inglesa Ocean Colour Scene. Además de la voz principal también es el encargado de tocar la guitarra acústica.
Antes de convertirse en artista, Fowler trabajó como periodista en el diario Birmingham Post, profesión que abandonó cuando OCS comenzó a tener reconocimiento.
Además de con OCS, Fowlwer ha colaborado con artistas como Paul Weller y Kate Rusby.